# Sphyrelaton

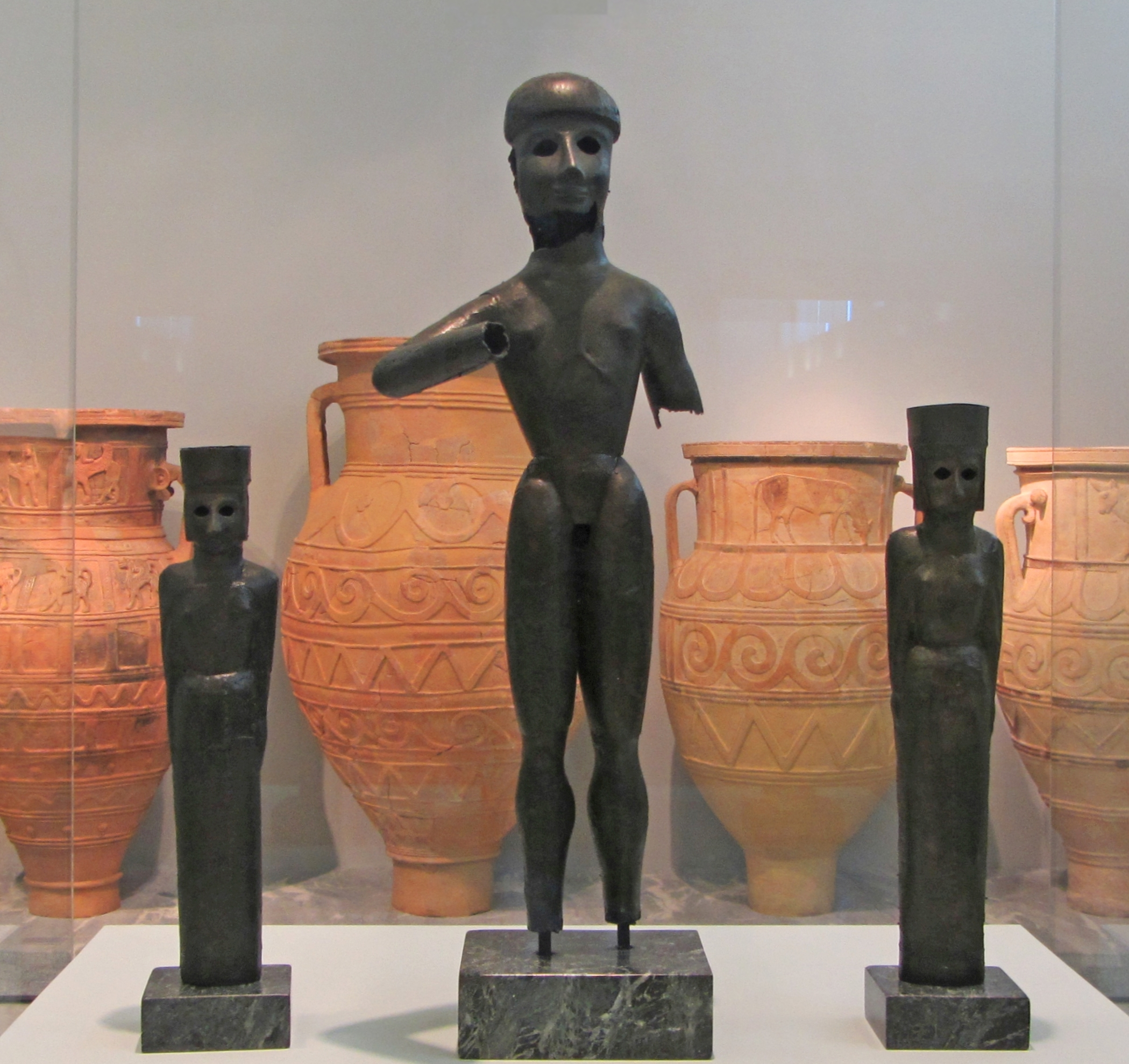
Triade delfica, Museo archeologico di Candia

Uno sphyrelaton (plurale: sphyrelata) era, nel mondo greco arcaico, un tipo di statua votiva di discrete dimensioni che in genere raffigurava una divinità o un oggetto di culto. 

## Caratteristiche
Lo sphyrelaton era ottenuto martellando una sottile lamina di bronzo attorno a un nucleo di legno precedentemente intagliato fino ad assumere la forma desiderata. La tecnica sembra essere di origine orientale, probabilmente importata da maestranze nord-siriane giunte in Grecia attorno al VII secolo a.C.
Era invece idea diffusa nell'antica Grecia che lo sphyrelaton (assieme a molte altre invenzioni, come lo xoanon) fosse da attribuire alla figura mitica di Dedalo ed è infatti significativo come le testimonianze più importanti di simili oggetti votivi provengano da scavi effettuati sull'isola di Creta.

## Evidenze archeologiche
Le evidenze archeologiche relative agli sphyrelata sono prevedibilmente scarse. Questo genere di statuette votive, infatti, era prodotto con materiali particolarmente deperibili e delicati. La tecnica di realizzazione degli sphyrelata inoltre, non ebbe particolare fortuna nel mondo antico e si saturò completamente con l'avvento della tecnica a cera persa (inizio VI secolo a.C.) che permetteva di raggiungere standard qualitativi superiori con sforzo minore. Le testimonianze più sostanziose giungono comunque da Creta, dove, ad esempio, nel Tempio di Apollo Delphinos a Dreros sono state rinvenute tre statuette votive in ottimo stato di conservazione, "nel primo stile orientalizzante del tardo ottavo secolo" (la cosiddetta Triade di Dreros, ora al Museo archeologico di Iraklio). Due dei tre sphyrelata, si suppone rappresentino Artemis e Latona, in quanto sono dotati di un polos, una lunga veste ornata e un mantello, in più sono in posizioni statiche, mentre il terzo si è ipotizzato raffiguri Apollo in movimento, e la posizione del braccio del dio (protesa in avanti) lascia supporre che esso reggeva un arco.